# Dracaena serrulata
Dracaena serrulata är en sparrisväxtart som beskrevs av John Gilbert Baker. Dracaena serrulata ingår i släktet dracenor, och familjen sparrisväxter. Inga underarter finns listade i Catalogue of Life.